# Orquestra de Paris
A Orquestra de Paris (em francês: Orchestre de Paris) é uma orquestra francesa criada em 1967 e baseada em Paris. Seu atual diretor artístico é Christoph Eschenbach. A maior parte das apresentações da orquestra ocorre no Teatro Mogador.

## História
Em 1967, após a separação da Orchestre de la Société des Concerts du Conservatoire, foi solicitado ao maestro Charles Munch a criação de uma nova orquestra em Paris. Fundava-se assim a Orchestre de Paris. Munch, no entanto, não a dirigiu por muito tempo, pois faleceu em 1968. Para sucedê-lo, foi escolhido o renomado Herbert von Karajan, que permaneceu no cargo como conselheiro musical até 1971. Entre seus diretores musicais estiveram Sir Georg Solti, Daniel Barenboim e Semyon Bychkov. Christoph von Dohnányi serviu como conselheiro artístico entre 1998 e 2000.
Desde 2000 Christoph Eschenbach é o diretor musical da orquestra, com um contrato que vai até 2010. Paavo Järvi já foi selecionado para assumir o seu lugar a partir de 2010.
No ano de 1998, a Salle Pleyel, sede da orquestra, foi adquirida pela iniciativa privada, forçando sua saída. Em 2002, passou a ser sediada no Théâtre Mogador. Todavia, a Orchestre de Paris irá retornar à Salle Pleyel em setembro de 2006.

## Diretores artísticos
- Christoph Eschenbach (2000-presente)
- Christoph von Dohnányi (1998-2000) (Conselheiro artístico)
- Semyon Bychkov (1989-1998)
- Daniel Barenboim (1975-1989)
- Sir Georg Solti (1972-1975)
- Herbert von Karajan (1969-1971) (Conselheiro musical)
- Charles Munch (1967-1968)